# Peter Koncilia
Peter Koncilia  (* 22. Juli 1949 in Klagenfurt) ist ein ehemaliger österreichischer Fußballspieler.

## Sportliche Biographie
Seit Beginn seiner Karriere ging der Kärntner im Gleichschritt mit seinem älteren Bruder Friedl, mit einer Ausnahme: Zur WSG Swarovski Wattens  wechselte er erst im Sommer 1970. In einem Nationalliga-Spiel mit der Klagenfurter Austria bei der Wiener Austria musste er für seinen des Feldes verwiesenen Bruder das Tor hüten. Nachdem er in der Saison 1970/71 in Wattens sporadisch zum Einsatz gekommen war, folgte die Fusion mit dem FC Wacker. In dem Riesenkader kam er in der Saison 1971/72 kein einziges Mal zum Einsatz. Danach konnte er sich aber mehr und mehr durchsetzen und spielte sich in der Saison 1974/75 durch konstant gute Leistungen in den Kader der Nationalmannschaft.
In den Jahren 74/75 und 75/76 war er mit 15 bzw. 13 Toren der torgefährlichste Mittelfeldspieler Österreichs. Aber gerade zu dem Zeitpunkt, als er sich einen Stammplatz im Team eroberte, begann eine lange Verletzungsserie. In seinem dritten Länderspiel erlitt er einen Muskelriss. Nach erfolgreichem Comeback in der Meisterschaft kam er noch drei Mal als Wechselspieler zu Teamehren. Im Sommer 1977 musste er sich einer Muskeloperation unterziehen. Im Herbst erlitt er wieder einen Muskelriss und musste sich zudem einer Meniskusoperation unterziehen. Der Zug zur WM nach Argentinien fuhr aufgrund dieser vielen Verletzungen ohne ihn ab. Aber er kämpfte sich wieder zurück.
Zu Beginn der Saison 1978/79 war er wieder eine feste Größe in der Mannschaft der Innsbrucker. Aufgrund der Abgänge einiger Schlüsselspieler kam er als Allrounder immer wieder auf verschiedenen Positionen zum Einsatz. Mal als Mittelstürmer, aber auch als Libero und auf seiner angestammten Position im Mittelfeld. Er spielte sich auch wieder in den erweiterten Teamkader, zu einem Einsatz sollte es aber nicht mehr kommen. Nachdem die Mannschaft immer tiefer in den Abstiegskampf geraten war, wurden die Differenzen innerhalb der Mannschaft immer größer. Auch im Vereinsvorstand kam durch den Rücktritt von Präsident Steinlechner Unruhe auf. Dessen Nachfolger, Rudolf Sams, wusste nichts Besseres zu tun, als Friedl und Peter Koncilia (Kapitän der Mannschaft), als vermeintliche Unruhestifter in der Mannschaft, aus dem Kader zu werfen. Beiden wurde u. a. vorgeworfen, sich bereits nach neuen Vereinen umzuschauen. Was in der heutigen Zeit alltäglich ist, wurde ihnen als vereinsschädigendes Verhalten ausgelegt. Bis zur 24. Runde erzielte Peter Koncilia bereits 13 Tore und blieb in dieser Saison der erfolgreichste Tiroler Schütze.
In der Folge sollten die Koncilias mit der U21-Mannschaft mittrainieren. Für Peter Koncilia erübrigte sich das allerdings sofort wieder – er verletzte sich beim Wasserskifahren. Zu Beginn der Saison 1979/80 wechselte er nach Griechenland zu OFI Kreta. Dort verbrachte er ein erfolgreiches Jahr und war der Publikumsliebling auf der Ferieninsel. Im Spätherbst 1980 kehrte er für ein Kurzgastspiel nach Innsbruck zum Zweitligisten SPG Raika Innsbruck zurück. Zum Abschluss seiner aktiven Karriere wechselte er in die US-Hallenliga zu den Kansas City Comets. Wieder zurück in der Heimat, baute er sich eine berufliche Existenz in der Modebranche auf, wo er auch bis heute tätig ist. In der Constantini-Ära hatte er zweimal den Posten des Sportlichen Leiters beim FC Tirol inne.

## Persönliche Bilanz
- Österreichischer Meister: 1973, 1975 und 1977
- Österreichischer Cupsieger: 1973, 1975 und 1978
- Mitropacupsieger: 1975 und 1976

| Personendaten    | Personendaten                   |
| ---------------- | ------------------------------- |
| NAME             | Koncilia, Peter                 |
| KURZBESCHREIBUNG | österreichischer Fußballspieler |
| GEBURTSDATUM     | 22. Juli 1949                   |
| GEBURTSORT       | Klagenfurt                      |